# Halanaerobium
Halanaerobium è un genere di batterio appartenente alla famiglia delle Halanaerobiaceae.